# 斯蒂娜·尼尔松
斯蒂娜·尼尔松（瑞典語：Stina Nilsson，1993年6月24日—）生于达拉纳省马隆赛伦，是一名瑞典女子越野滑雪运动员。尼尔松在自己刚学会走路时便开始接触滑雪。2012年3月，她在挪威德拉门完成了个人的世界杯分站赛首秀。
2018年，她获得维多利亚奖学金奖（Victoriastipendiet）。